# Jerzy Kopa
Jerzy Kopa (ur. 2 stycznia 1943 w Baranowiczach, zm. 26 czerwca 2022 w Poznaniu) – polski piłkarz, trener, menedżer i działacz piłkarski.

## Życiorys
W 1965 ukończył studia w Akademii Wychowania Fizycznego w Poznaniu. Jako zawodnik występował w drużynie AZS Poznań w latach 1961–1965.
Po ukończeniu studiów pracował jako trener. Prowadził Arkonię Szczecin, Stal Stalowa Wola (miał prowadzić ją wspólnie z Antonim Piechniczkiem, który nie wyraził zgody na współpracę), Szombierki Bytom, Lecha Poznań, Pogoń Szczecin, Legię Warszawa, Iraklis Saloniki, Zagłębie Sosnowiec i Olimpię Poznań. W 1973 roku, pod jego wodzą, piłkarze Stali Stalowa Wola zanotowali premierowy awans do II ligi (ówczesnego drugiego poziomu rozgrywkowego).
Pracował również jako menedżer piłkarski pośredniczący w transferach zawodników. Był prezesem ds. sportowych w Dyskobolii Grodzisk Wielkopolski i członkiem zarządu Wielkopolskiego Związku Piłki Nożnej.
Zmarł 26 czerwca 2022 roku w Poznaniu. Został pochowany 9 lipca 2022 roku na cmentarzu w Robakowie. Tego samego dnia, pamięć Kopy została uczczona minutą ciszy przed meczem Superpucharu Polski na Stadionie Poznań.